# Kobe Tai

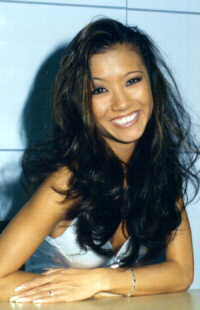
Kobe Tai, Januar 2000

Kobe Tai (* 15. Januar 1972 in Taipeh, Taiwan; auch Kobé Tai; eigentlich Carla Carter) ist eine US-amerikanische Schauspielerin und ehemalige Pornodarstellerin taiwanischer und japanischer Herkunft.

## Biografie
Kobe Tai wurde im Alter von fünf Monaten von einer amerikanischen Familie aus Arkansas adoptiert.

Ihr erster Einsatz als Darstellerin in einem Hardcore-Pornofilm erfolgte im Jahre 1996 unter dem Namen Blake Young bzw. Brooke Young. Sie hatte einen Exklusivvertrag mit Vivid Entertainment, deren erste asiatische Darstellerin sie war. 
 1997 heiratete sie den Pornodarsteller Mark Davis, 1999 ließ sich das Paar wieder scheiden.
Als Kobe im Jahr 2000 ihr erstes Kind erwartete, beendete sie ihre Tätigkeit in der Pornoindustrie. Im Dezember 2001 nahm Kobe Tai kurzzeitig ihre Tätigkeit als Darstellerin in der Pornofilmbranche wieder auf. Der letzte Film, in welchem sie zusammen mit ihrer Co-Darstellerin Jenna Jameson mitwirkte, trug den Titel Jenna Loves Kobe. Im Laufe ihrer Karriere kam sie als Darstellerin sowohl in heterosexuellen als auch in lesbischen Pornofilmen zum Einsatz. Tai gilt als eine der populärsten Pornodarstellerinnen ostasiatischer Herkunft, das US-amerikanische Magazin Complex listete sie auf Platz 1 einer Liste der besten asiatischen Darstellerinnen. Der Sexspielzeughersteller Doc Johnson brachte im Jahre 2001 eine künstliche Vagina auf den Markt, die nach einem Abdruck von Kobe Tais Genitalbereich modelliert wurde.
Neben ihrer Karriere in der Pornofilmbranche arbeitete Tai auch als Schauspielerin. Unter dem Namen Carla Scott spielte sie in dem Spielfilm Very Bad Things eine Stripperin, die bei einem Junggesellenabend getötet wird. Außerdem ist sie gemeinsam mit Janine Lindemulder in der 1998 mit dem bekannten Skateboarder Tony Hawk produzierten Skateboarding-Dokumentation The End zu sehen. Hawks Firma Birdhouse brachte in der Folge Skateboards mit Bildern von vier Vivid girls, darunter auch Kobe Tai, heraus.
Kobe Tai war auch als Sängerin und Tänzerin tätig. Sie fungierte als Background-Sängerin für die Band Marilyn Manson in deren Lied I Don't Like the Drugs, But the Drugs Like Me. Kid Rock engagierte sie und Jenna Jameson als Tänzerinnen bei Konzerten.

## Sonstiges
Die Hip-Hop-Gruppe Non Phixion nahm in dem Lied Rock Stars Bezug auf Tai. Dort heißt es: I'm serious, my life is like a drug experience - A porno movie with no plot and I'm the only guy in it - Like Vivid videos with Kobe Tai dime bitches.
Der Rapper Bushido hat im Song Pussy Samples von Kobe Tai verwendet.